# Макарска
Макарска (на хърватски: Makarska) е град в Хърватия, в областта Далмация. Той е център на т.нар. Макарска ривиера.
Градът осъществява връзката (фериботна) на континента с близкия остров Брач. Над града се намира планината Биоково.
Селище на мястото на Макарска е съществувало още от римско време в провинция Далмация. В Мукурум, на мястото на днешна Макарска, е учредена епархия в 533 г. През 7 век неретляните поселват тези земи. На 18 септември 887 г. венецианския флот, под ръководството на дожа Петро I Кандиано, е разбит от местните пред Макарска. По това време селището е вече познато и известно под името Мокро, като част от земите на Пагания.
През средновековието, Макарска с принадлежащата ѝ територия е арена на претенции и военни сблъсъци между босненските владетели от една страна, унгарско-хърватските от друга и Венецианската република – от трета. Крайбрежната ивица около Макарска многократно преминава във владение от едни в други държавни ръце.
От средата на 16 век, в продължение на век, Макарска е част от османските владения на Балканите. От 1646 до 1681 г. макарското крайбрежие е под венециански контрол, след което в продължение на век е част от Венецианската република, която била отделена на Карловацкия конгрес от тези на Дубровнишката република – с предаването на Неум към османска Босна. След 16 век, градът с прилежащата му крайбрежна ивица е спорно владение между Османската империя от една страна, и Венецианската република от друга, в цяла поредица венецианско-турски войни. С наполеоновите войни и създадените илирийски провинции, макарското крайбрежие с Дубровник са под френски контрол, след което са вече част от Австрийската империя.
От 1914 г. макарското крайбрежие започва да се обособява и развива като курортна зона, но това е вече съвсем отчетливо и завършено през 70-те години на 20 век – по югославско време.
В Макарска има францискански манастир, а от 2013 г. 5-километров тунел под Биоково я свързва с вътрешността на Далмация и Херцеговина.